# センウセレト1世
センウセレト1世（Senusret I, 在位：紀元前1971年 - 紀元前1926年）は、古代エジプト第12王朝の第2代ファラオ（王）。

## 生涯
父王アメンエムハト1世の治世20年目に、共同統治者として即位した。父の存命中には国境線の維持や対外遠征など主に軍事を担当した。アメンエムハト1世が首都イチ・タウイで暗殺された時、センウセレト1世は西方の砂漠へ遠征に出ていた。しかし、首都の政変を知った彼は、僅かな手勢を率いて一足先に首都へ帰還し、宮廷の混乱をいち早く収束させて単独の統治者となる。その後は、葬儀を行い、アル＝リシュトに築かれた墓所に父を埋葬した。
即位後は父王の打ち出した改革路線を引き継ぎ、継続して新たな国家体制をより盤石なものとしていった。共同統治時代から任されていた軍事政策も継続し、ヌビアの第二急湍付近まで進出して、周辺に少なくとも13の要塞を築いた。恒久的な軍の駐屯地が築かれたことで、本国から遠征部隊を派遣する必要がなくなり、一帯をエジプトの領土として恒久的に支配することが可能となった。さらにナイル川西の砂漠のオアシス地帯へ進出し、一連の遠征で多数の鉱山や採石場が確保され、そこの支配を固めた。こうして採掘された資源を元に、エジプト全域で多数の建築事業が行われた。中でも、治世30年目に築かれたオベリスクは、立ったまま現存しているものとしては最古のものである。
センウセレト1世の治世42年目に息子のアメンエムハト2世が共同統治者に任命され、父王の死後に単独の統治者となった。センウセレト1世の遺体はアメンエムハト1世と同じく、アル＝リシュトにある墓所に埋葬された。